# Simulium sicuani
Simulium sicuani är en tvåvingeart som beskrevs av John Smart 1944. Simulium sicuani ingår i släktet Simulium och familjen knott.
Artens utbredningsområde är Peru. Inga underarter finns listade i Catalogue of Life.